# Tony Murena
Tony Murena, alla nascita Antonio Murena (Borgo Val di Taro, 24 gennaio 1915 – Le Vésinet, 29 gennaio 1971) è stato un fisarmonicista e compositore francese di origine italiana.

## Biografia
Emigrò in Francia con la famiglia nel 1923 e si stabilì a Nogent-sur-Marne. Suo zio gli regalò la sua prima fisarmonica e iniziò una carriera concertistica assistito dal cugino Louis Ferrari, suonando in cabaret e sale da musica fin dalla tenera età.
Nel 1932 iniziò a suonare il bandoneón in orchestre di tango, tra cui quella di Rafael ed Eduardo Bianco Canaro, esibendosi in numerosi locali, tra cui La Boule Noire, Java, The Silhouette, Balajo (rue de Lappe), Pré Catelan e Ciro's. Fece anche tournée in Sud America, Germania, Italia e Svizzera.
Nel 1949 acquistò il cabaret Le Mirliton a Parigi, dove suonò spesso con Stephane Grappelli e Django Reinhardt e dove fu tra gli iniziatori dell'uso della fisarmonica, in particolare nella tipica versione francese musette, nel jazz (gipsy jazz). Collaborò anche con Matelo Ferret, Henri Crolla, Didi Duprat, Jo Privat, Gus Viseur. Nel 1958 fondò la Radio Luxembourg Orchestra e condusse lo show televisivo 36 Candles.
Il suo brano più noto, Indifference, scritto nel 1942 in collaborazione con Joseph Colombo, è divenuto un classico del genere musette.

## Composizioni
- Passione
- Indifference (con Joseph Colombo)
- Jockey Club
- Ping Pong

## Discografia

### Singoli
- 1957 Que Sera Sera/Les Ames Fières/La Marie-vison/La Complainte de DMackie (Odeon Records, SOE 3159)
- 1957 Toi, c'est Vrai/Rio de Janeiro/Pour Toi/Je Ne Peux Que T'aimer (Odeon Records, 7 SOE 3169)
- La Paloma/Adios Pampa Mia (Polydor, 66 723)
- Adios Pampa Mia/Julio (afa, NEC 614)
- Alma Andaluza/Pensamiento (Odeon Records, 282.108)
- La Plus Belle Chose au Monde/Je t'appellerai/Le Forgeron de Calvi/Prends du Bon Temps (Odeon Records, SOE 3142)
- Senor Coronas/Paris mon Paname/Sentimental Musette/Capricio Tanco (afa, NEC 10 518)
- A Chi Chi Castenango/Tes Yeux Bleus (Odeon Records, 282.026)

### Album
- 1953 - Tony Muréna Vous Invite À Danser sur des Airs Populaires Italiens (Odeon Records, OS 1011)
- 1957 - Les quatre As du Musette (Disques Festival, FLD 26) con André Verchuren, Louis Ledrich, Louis Ferrari.
- 1963 - Tangos et Paso-Dobles (Odeon Records, XOC 1022) con Jo Privat.
- 1965 - Reine de Musette (Barclay, 820159)

### Raccolte
- 1974 - Paris Musette (Barclay, 80.907 / 908) con Marcel Azzola, Claude Chevalier, Gus Viseur.
- 1992 - Valse et swing (Silex, Y225103)
- 1996 - Swing de Musette (Iris Musique Production, IMP 047) con Gus Viseur, Émile Carrara, Guerino, Médard Ferrero.
- 2001 - Les Années Odéon (ILD, ILD 642196/7)
- 2004 - Fête Musette (Universale, 065 131-2)
- Tony Murena (afa, 5019 DA 7)
- 2005 - Accordéon (Habana, 200 525) con la canzone Jalousie.